# Abdulrahman Mesbeh
Abdulrahman Mesbeh Al Meamari (Qatar, 7 gennaio 1984) è un calciatore qatariota, difensore dell'Al-Rayyan e della Nazionale qatariota.